# Antiguo Bulldog Inglés
El Antiguo Bulldog Inglés (en inglés: Old english bulldog) es una raza canina británica que se extinguió a finales del siglo XIX. Fue una raza muy popular utilizada en combates con toros, y que influenció la creación de muchas razas modernas. Hoy existen numerosos proyectos que intentan recrear este extinto tipo de perro, un ejemplo es una raza creada en los años 1970 y que tiene un nombre muy similar: el Olde english bulldogge. A pesar de los innumerables intentos, muchos proyectos ceden a los modismos y preferencias personales en la selección.

## Historia

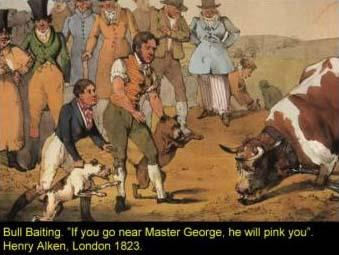
Bull-baiting (combate con toros y perros), 1823.

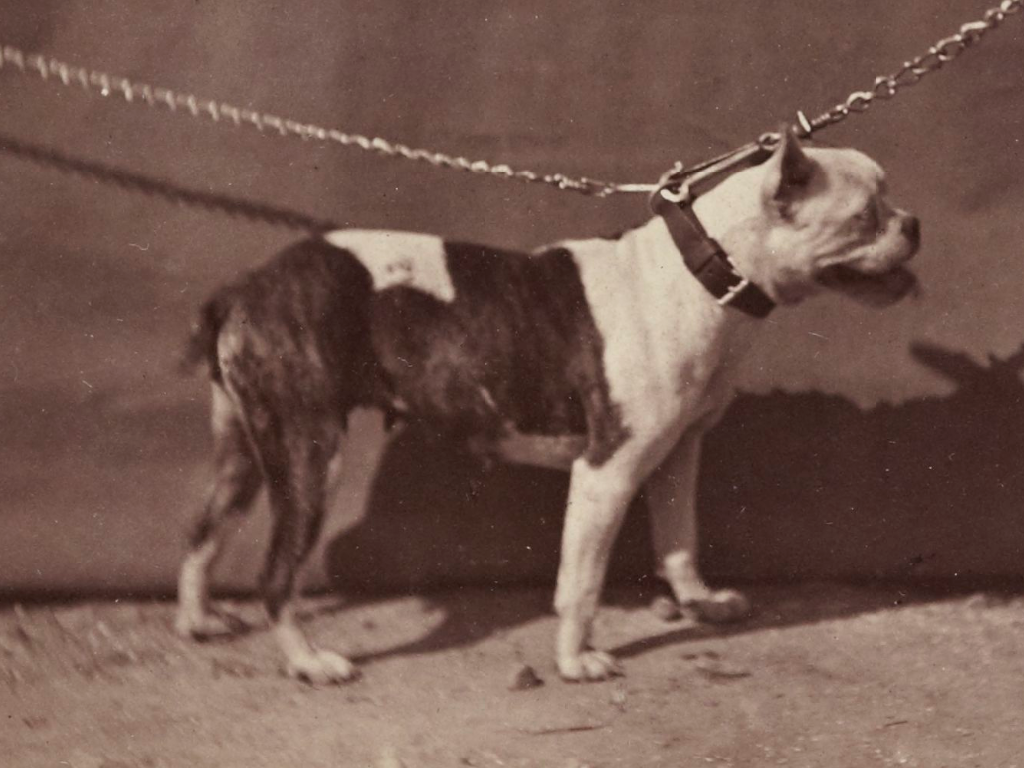
Antiguo Bulldog Inglés con orejas erectas. París, 1863.

La mayoría de los estudiosos afirman que el antiguo bulldog inglés es un descendiente directo del Alano, el perro del pueblo Alano que también dio origen a diversas razas del tipo moloso utilizadas para caza y combate, a ejemplo del: Dogo de Burdeos, Alano español y Bulleinbeisser (Bulldog alemán). El antiguo bulldog inglés fue muy utilizado por siglos en el control del ganado bravo y posteriormente en shows de bull-baiting (lucha entre perros y toros) de donde heredó la nominación "bull-dog" (perro de toro). Era un perro alto y fuerte, con característico prognatismo, propio para morder el toro sin estropear la carne (teniendo en vista, que los toros de los combates irían para carnicerías después de los eventos). En 1835, cuando las leyes prohibieron la organización de este tipo de "deporte", el bulldog pasó a ser utilizado en riñas, pero luego perdió lugar para perros bull-and-terrier.
La pérdida de utilidad de la raza junto con la popularidad de las exposiciones de belleza y los mestizajes llevaron el bulldog original a la extinción en el siglo XIX y fue substituido por el bulldog inglés moderno.
El antiguo bulldog se describe en diversos libros, entre los cuales la siguiente descripción se destaca como una de las más completas:

«“Bull-dog (Canis Molossus), s. Un perro de forma particular, notable por su coraje.
 El bull-dog es de baja estatura, de pecho ancho y fuerte en los hombros y muslos, y los músculos de ambos son extremadamente desarrollados. Su cabeza es ancha, el hocico corto y el maxilar inferior se proyecta más allá del superior, lo que le da un aspecto feroz y desagradable. Sus ojos son distantes y prominentes, y tienen una mirada peculiar y sospechosa, que, con la distensión de sus narinas, le da también una mirada de desprecio; y por sus dientes siempre son vistos, él tiene la apariencia constante de sonreír, mientras que él es perfectamente plácido. Él es el más feroz e implacable de la tribu canina, y puede ser considerado el más valiente de todas las demás criaturas del mundo, pues él atacará cualquier animal, cualquiera que sea su magnitud.
 Los cambios internos que determinan los caracteres externos de este perro consisten en un gran desarrollo de los senos nasales frontales, un desarrollo que eleva los huesos de la frente por encima de la nariz y atrae la cavidad cerebral en la misma dirección.
 Pero la calidad más importante, y que, tal vez, que causa todas las demás, aunque no podemos percibir la conexión, es la disminución del cerebro. La capacidad cerebral del Bull-dog es sensiblemente menor que en cualquier otra raza; y es sin duda a la disminución del encéfalo que debemos atribuir su inferioridad a todos los demás en todo lo relacionado con la inteligencia. El Bull-dog es poco capaz de cualquier educación y no es capaz de nada más allá de combate y ferocidad.
 Este animal lleva el nombre por haber sido empleado, en tiempos antiguos, en enfrentar el toro, y él es usado para el mismo propósito en los días actuales, en los distritos donde esta diversión brutal todavía es practicada.
 Nada puede exceder la furia con la que el Bull-dog cae sobre todos los otros animales, y la invencible obstinación con que él mantiene en su dominio. Al atacar al toro, él siempre lo ataja en el frente, y generalmente sostiene el labio, la lengua o el ojo, donde él segura y seguro, a pesar de los esfuerzos más desesperados del otro para liberarse de su antagonista, lo que permite una prueba amplia de la increíble fuerza y poder de este animal.
 Siempre que un Bull-dog ataca cualquiera de las extremidades del cuerpo, es invariablemente considerado una marca de su degeneración de la pureza original de la sangre. Los cachorros van a atacar un toro y, así, dar una prueba decidida de su raza, cuando con sólo seis meses de edad; y, si es permitido, preferirán sufrir para ser destruidos que desistir de la disputa.
 Aunque este juicio se hace a veces con los cachorros de una camada particular, para demostrar la pureza de su descendencia, y para probar que no hubo ningún apareamiento inapropiado por el cual la futura fama de su posteridad puede ser afectada, aunque raramente en un ring regular hasta los quince a dieciocho meses de edad. Pero sus ligamentos no pueden ser considerados en su fuerza total hasta que tengan por lo menos dos años de edad. De hecho, los aficionados dicen que no están en el auge hasta que hayan alcanzado cuatro o cinco años de edad.
 El Bull-dog es admitido por los naturalistas como una de las razas originales y peculiares de Gran Bretaña, y puede ser clasificado, en términos de originalidad, con el perro de pastor y el galgo irlandés. En varios distritos de Inglaterra, esta raza todavía es preservada en su pureza nativa, por aquella clase de personas que se deleitan en bull-baiting y lucha de perros; Ambas diversiones, igualmente inhumanas, están ahora gozadamente en declive. - Brown.” (William Hamilton Maxwell, The Field Book, 1833. Páginas 80 y 81)»

El antiguo bulldog inglés es sin duda la raza que posee el mayor número de razas originadas a partir de sus ejemplares. Antes de ser considerado extinto, fue cruzado con varias otras razas, accidentalmente o intencionalmente, con el objetivo de crear nuevos perros con las calidades combativas, de insensibilidad al dolor y también con porte muscular del antiguo bulldog, pero que tuviera también cualidades de otras razas, como la agilidad o el olfato para la caza, e incluso para crear nuevas razas para la lucha de perros.

## Galería

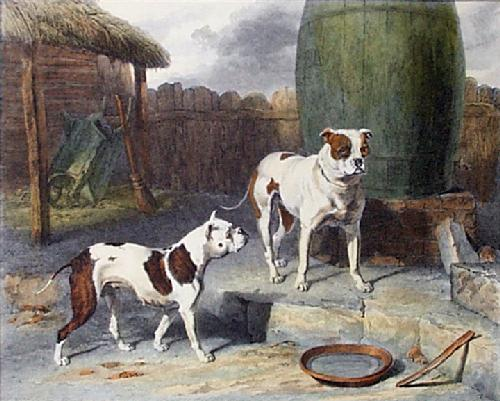
Crib y Rosa, 1811. Ejemplos del estándar Philo-kuon.
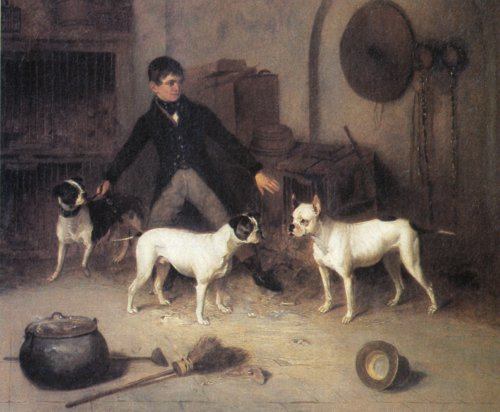
Niño y tres Bulldogs antiguos, 1843
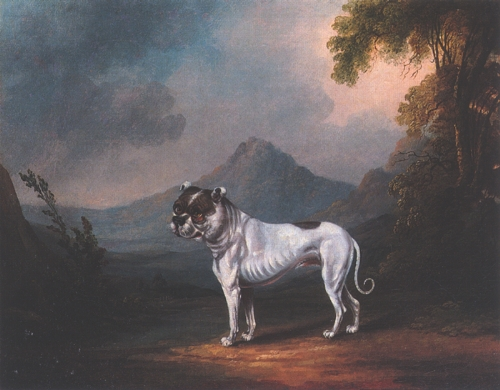
Ball, el bulldog ejemplo del estándar Philo-kuon. 1871.
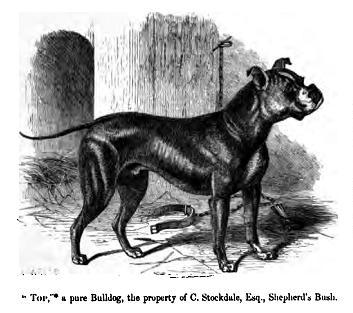
Antiguo bulldog, 1859